# 149-mm-Geschütz Modell 1877

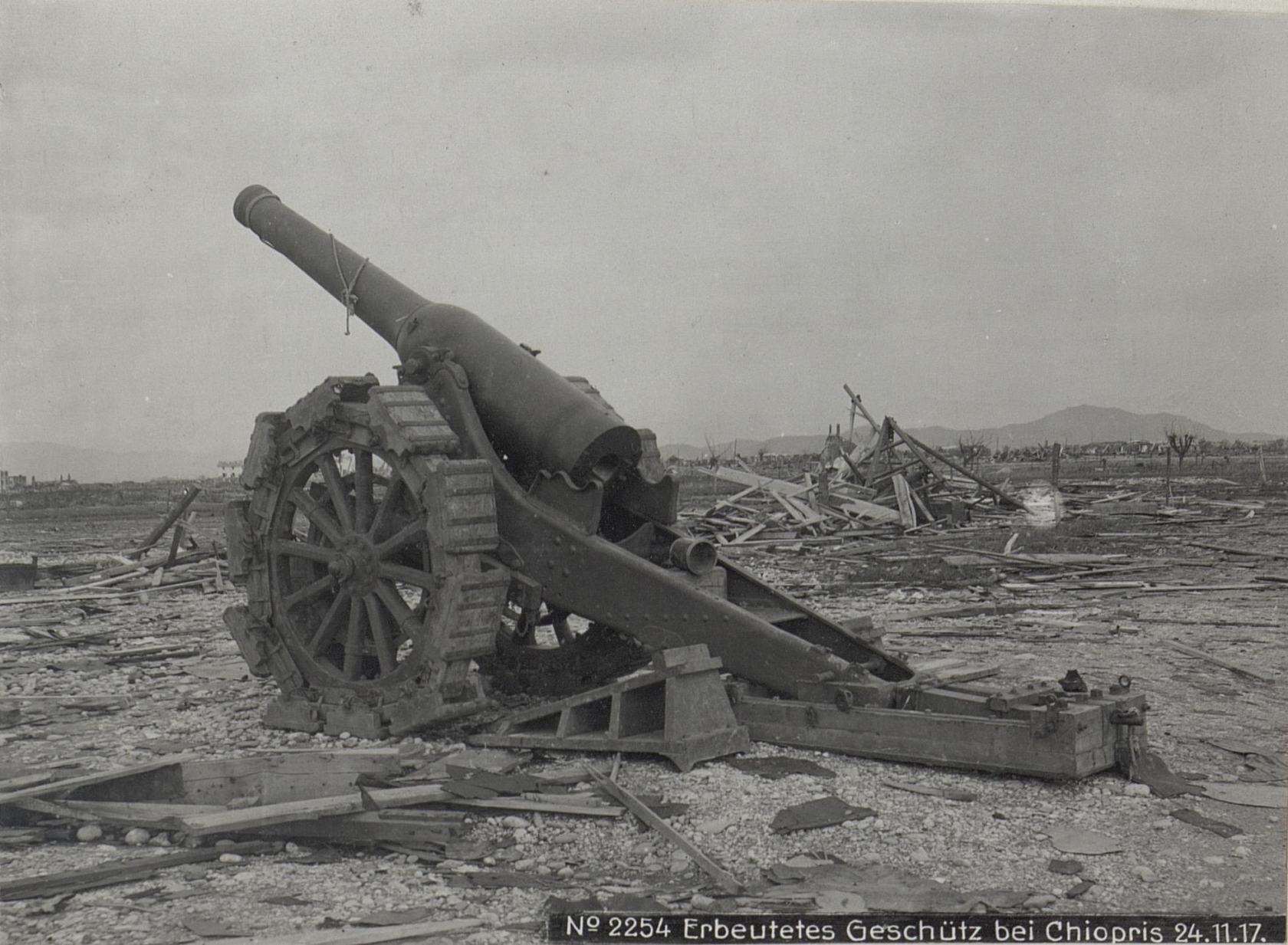
Von den k.u.k. Truppen am 24. November 1917 bei Chiopris erbeutetes Geschütz 149 mm Modell 1877 mit Radgürtel. (Der Verschluss fehlt)

Das 149-mm-Geschütz Modell 1877 war eine italienische Kanone, die 1882 als Cannone 15 GRC/ret in der italienischen Armee eingeführt wurde. Das Geschütz war in den unterschiedlichsten Ausführungen bis Ende des Ersten Weltkrieges im Einsatz. Auf Grund seiner Kalibergröße gehörte es zur mittelschweren Artillerie. Typische Verwendungen waren:
- als Feldgeschütz auf einen Räderlafette
- als Batteriegeschütz im stationären Einbau auf einer Vorderpivot-Rahmenlafette
- als Panzergeschütz unter Stahlkuppeln.

Im Laufe der Jahre wurde die Typenbezeichnung mehrfach geändert. Cannone 149 G; Cannone 149/23.

## Technische Beschreibung
Das Geschütz entsprach in seiner Konzeption dem damaligen Kenntnisstand. Das Rohr war bereits als Mantelrohr gefertigt. Das Kernrohr bestand aus Gusseisen, während der Mantel aus Schmiedeeisen gefertigt war. Das Rohr war mit 36 Zügen versehen. Als Verschluss wurde ein Schraubenverschluss mit einer elastischen Liderung verwendet. Das Rohr war mit der Lafette noch fest verbunden. Da um 1880 noch keine Rohrrücklaufbremsen zur Verfügung standen, wurden zur Abbremsung des Rücklaufes nach dem Schuss sogenannte Auflaufkeile verwendet, auf die die Lafette mit ihren Rädern hinauflief. Nach der erfolgten Abbremsung rollte die Waffe wieder in die Ausgangsposition zurück und musste erneut gerichtet werden. Unter diesem Vorgang litt die Feuergeschwindigkeit ganz erheblich.

## Technische Daten
Die Technischen Daten beziehen sich auf die ursprüngliche Version. Da das Geschütz im Laufe der Jahre mehrfach modifiziert wurde, können sich im Einzelfall auch andere Daten ergeben.
- Kaliber: 149 mm
- Rohrlänge (Gesamt): 3980 mm
- Rohrlänge (gezogener Teil): 3427 mm (23 Kaliber)
- Rohrgewicht (einschließlich Verschluss): ca. 3300 kg
- Gesamtgewicht: ca. 5250 kg
- Höhenrichtbereich: −10° bis +33°
- Seitenrichtbereich: Es wurde mit dem gesamten Geschütz gerichtet
- Geschossgewicht (Granate): ca. 30,5 kg
- Geschossgewicht (Schrapnell): ca. 35 kg
- Schussweite je nach Geschoss und Ladung zwischen 2000 und 9300 m